# Pseudophanella ripuaris
Pseudophanella ripuaris är en insektsart som först beskrevs av Victor Lallemand 1952.  Pseudophanella ripuaris ingår i släktet Pseudophanella och familjen Dictyopharidae. Inga underarter finns listade i Catalogue of Life.